# Pedro Sánchez Caballero
Pedro Sánchez Caballero (Getafe, España, 14 de julio de 1965) es un exfutbolista español que se desempeñaba como portero.
Es el jugador con más partidos  oficiales disputados en la historia del Getafe Club de Fútbol.

## Clubes
| Club                  | País   | Año       |
| --------------------- | ------ | --------- |
| Club Getafe Deportivo | España | 1981-1982 |
| Getafe Club de Fútbol | España | 1987-1996 |